# Anthalia flava
Anthalia flava är en tvåvingeart som beskrevs av Daniel William Coquillett 1903. Anthalia flava ingår i släktet Anthalia och familjen puckeldansflugor. Inga underarter finns listade i Catalogue of Life.